# Loenen aan de Vecht
Pour les articles homonymes, voir Loenen.

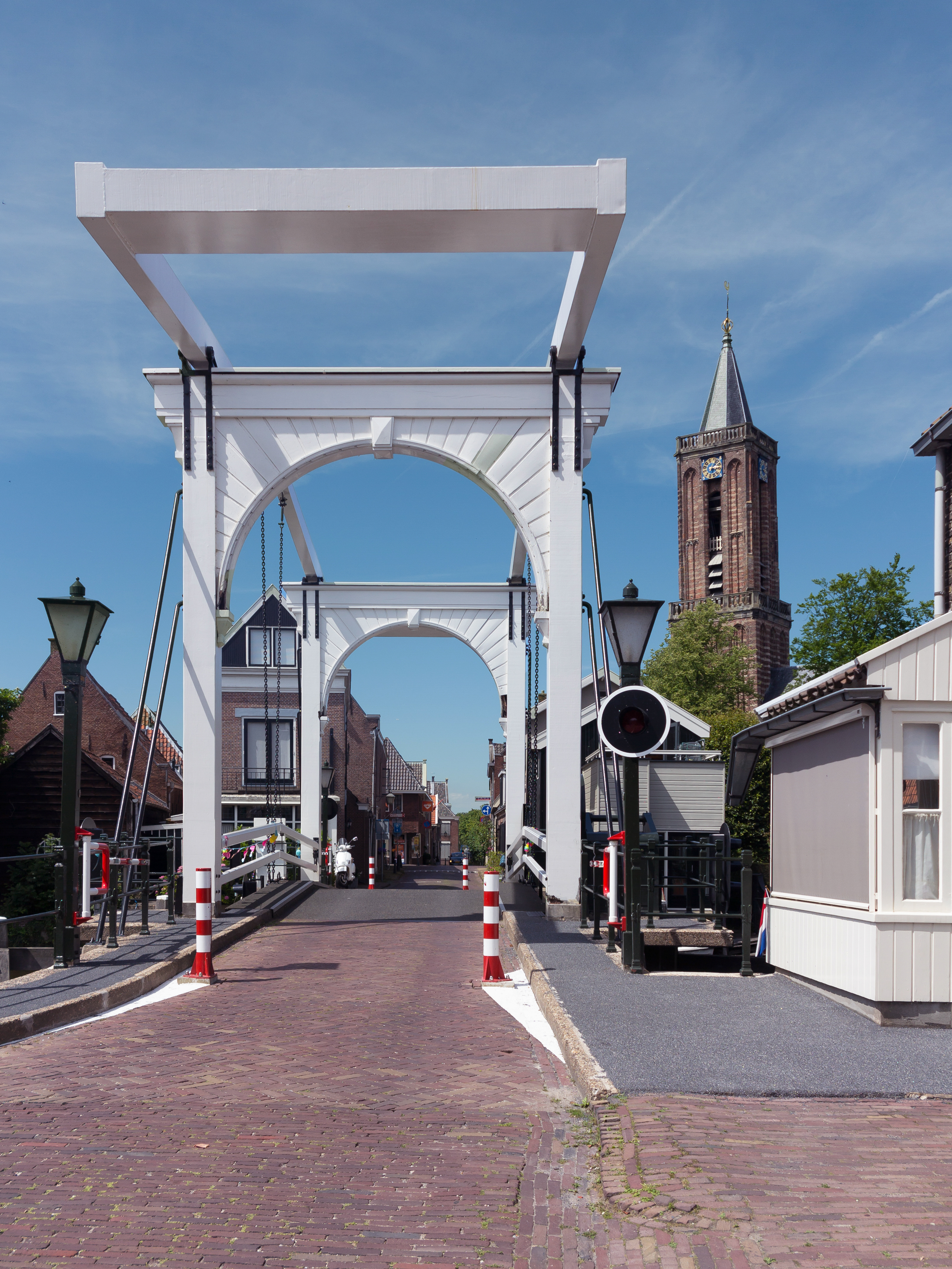
Loenen ad Vecht, le pont-levis avec la tour de l'église en arrière-plan

Loenen aan de Vecht, également Loenen, est un village situé dans la commune néerlandaise de Stichtse Vecht, dans la province d'Utrecht. Le 1er janvier 2004, le village comptait 3 210 habitants.
Loenen aan de Vecht est le chef-lieu de la commune, où se trouve également la mairie. Comme son nom l'indique, le village est situé sur le Vecht.
L'aviateur Gijs Küller y est né.